# Pirámide Circular de Mairana
La Pirámide Circular de Mairana (también llamada Pirámide Circular de Bolivia) es una estructura localizada en el municipio de Mairana en el departamento de Santa Cruz en el país sudamericano de Bolivia. Se trata de una estructura circular que se eleva en forma piramidal y que está en plena selva amazónica.
Según Danilo Drakic, arqueólogo de la Gobernación de Santa Cruz, la pirámide circular podría estar vinculada al Fuerte de Samaipata y otros sitios ubicados en el Chaco boliviano y los valles del departamento de Santa Cruz.
Fue descubierta en 2014 y no fue visible totalmente desde el principio pues estaba cubierta por la selva.

## Características
Tiene 3 niveles, 180 metros de diámetro y 14 metros de altura. La pirámide tiene cinco entradas, la principal mira hacia el sur y comprende dos hectáreas de espacio físico.
La pirámide fue hecha con una pequeña colina que fue rebajada. Se cree que fue construida por una antigua civilización indígena hace unos 2000 o 2500 años. Los arqueólogos bolivianos que la descubrieron creen que esta vinculada a estructuras similares en Centroamérica y Perú por el tipo de sistema constructivo utilizado.